# Joseph Kuo Joshih
Joseph Kuo Joshih (chinesisch 郭若石, Pinyin Guō Ruòshí, W.-G. Kuo Joshih; * 11. Februar 1906 in Gaocheng, Chinesisches Kaiserreich; † 18. Dezember 1995 in Taoyuan, Taiwan) war ein chinesischer Geistlicher der römisch-katholischen Kirche und Erzbischof von Taipeh.

## Leben
Joseph Kuo empfing am 28. Dezember 1931 die Priesterweihe. Nach dem Chinesischen Bürgerkrieg siedelte er nach Taiwan über und wurde am 13. Juni 1950 vom Heiligen Stuhl zum Apostolischen Präfekten von Taipeh ernannt. Mit der Erhebung Taipehs zum Erzbistum wurde Kuo am 7. August 1952 der erste Erzbischof von Taipeh. Er hatte dieses Amt bis zu seiner Emeritierung im Jahr 1959 inne. Danach war er bis zu seinem Tod am 18. Dezember 1995 Titularbischof von Salamis.